# Euro (Schiff, 1984)
Die Fregatte Euro (F 575) stand von 1984 bis 2019 im Dienst der italienischen Marine. Sie war das sechste Schiff der Maestrale-Klasse und benannt nach Euros, einem nordafrikanischen Wind, der manchmal Süditalien erreicht. In der griechischen Mythologie steht der Name auch für eine Gottheit.
Die Euro war zuletzt Teil der 2ª Divisione navale mit Heimathafen Tarent.

## Einsatzgeschichte
Nachstehende Einsatzgeschichte ist nicht vollständig:
- 1986: von April bis Mai Teilnahme an der Operation Girasole im zentralen Mittelmeer während der Libyen-Krise (Operation El Dorado Canyon)
- 1986: von Juni bis September mit Schwesterschiff Espero (F 576) Ausbildungsfahrt nach Süd- und Nordamerika (Buenos Aires bis Norfolk)
- 1987: von Juli bis Dezember Einsatz im Persischen Golf während des sogenannten Tankerkriegs
- 1992: von Juni bis September Ausbildungsfahrt in die Karibik anlässlich des 500. Jahrestages der (Wieder-)Entdeckung Amerikas
- 1993: von Februar bis März Teilnahme an der Operation Sharp Fence in der Adria und der Straße von Otranto
- 1993: im Mai und Juni Ausbildungsfahrt im Atlantik und Teilnahme an den Feierlichkeiten zum 600-Jahr-Feier der Geburt Heinrich des Seefahrers
- 1994: von August bis Dezember mit STANAVFORMED an der Operation Sharp Guard beteiligt
- 1995: von August bis Dezember mit STANAVFORMED an der Operation Sharp Guard beteiligt
- 1997: von Januar bis Mai mit STANAVFORMED an Seeoperationen der SFOR beteiligt
- 1999: von Februar bis Mai Ausbildungsfahrt im Roten Meer und im Persischen Golf
- 1999: von September bis Dezember als Teil von STANAVFORMED eingesetzt
- 2000: von April bis Mai als Teil von EUROMARFOR eingesetzt
- 2001: Teilnahme an der Übung Destined Glory
- 2002: von Mai bis Oktober Teilnahme an der Operation Enduring Freedom im Arabischen Meer
- 2006: von Januar bis Juli Teilnahme an Enduring Freedom
- 2008: von Februar bis Juli mit Standing NATO Maritime Group 2 an der Operation Active Endeavour teilgenommen
- 2010: im Juni und Juli Flaggschiff des UNIFIL-Marineeinsatzverbands vor der libanesischen Küste
- 2011: im März Teilnahme an Active Endeavour
- 2011: von Mai bis August Teilnahme an der Operation Unified Protector vor der Küste Libyens
- 2014: Teilnahme an der Operation Mare Nostrum
- 2015: von Januar bis April Führung des Standing NATO Mine Countermeasures Group 2 und Teilnahme an der multinationalen Übung Joint Warrior 15-1 vor Schottland
- 2015: Teilnahme an der Operation Mare Sicuro und an Active Endeavour
- 2016: von März bis Oktober Beteiligung an Operation Atalanta im Indischen Ozean
- 2017: Beteiligung an Mare Sicuro und an der NATO-Seeraumüberwachungsoperation Sea Guardian (Flaggschiff)
- 2018: Teilnahme an Sea Guardian und Mare Sicuro sowie an den Übungen Mare Aperto und Ita-Minex (als Führungs- und Unterstützungsschiff eines Minenabwehrverbandes)
- 2018: im Juni Teilnahme an der Ausstellung Sea Future 2018 im Arsenal von La Spezia, dann Abschiedstour mit der leichten Fregatte Aviere über Salerno, Reggio Calabria und Crotone nach Tarent, wo sie der Reserve zugeteilt wurde, um dann am 2. Oktober 2019 außer Dienst gestellt zu werden.[1]

Während der Werftliegezeiten in Tarent wurde die Besatzung im dortigen Ausbildungszentrum sowie in dem der britischen Marine in Plymouth fortgebildet.

## Einzelnachweise

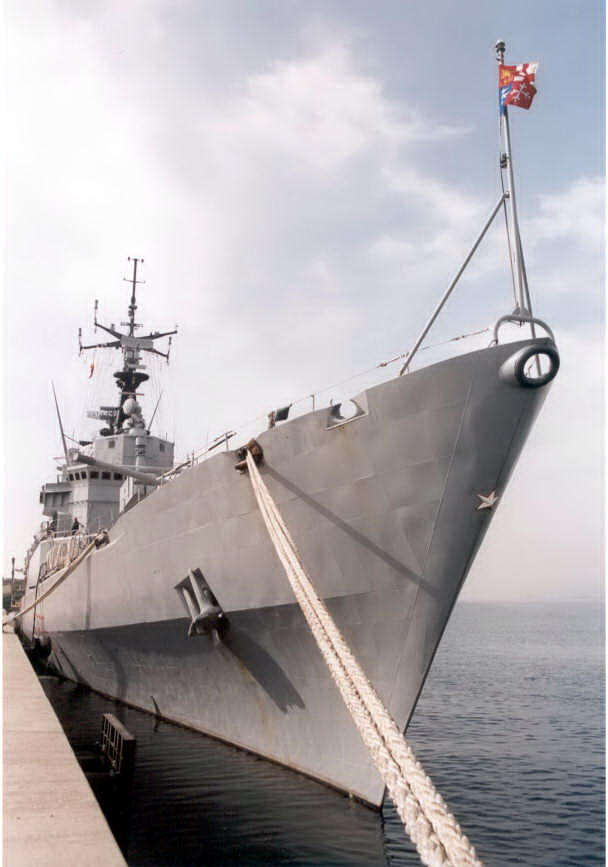
Die Euro im Hafen von Málaga